# 岗柃
岗柃（学名：Eurya groffii），为山茶科柃木属下的一个植物种。